# Сабха
Сабха или Себха (арап. سبها‎, латиницом Sabhā) је највећи град историјске области Фезан у југозападној Либији. Налази се у оази у Либијској пустињи, око 660 километара јужно од Триполија. 
Сабха је на обали језера Габерун и позната је по својим палмама и урмама. У граду постоји тврђава Елена изграђена у доба италијанског протектората. Данас је у њој касарна. 
Број становника 2010. процењује се на 94.000. 
Оаза Сабха је вековима била позната као одмориште сахарских каравана. У данашње време кроз град често пролазе емигранти из Нигера и Гане.